# Florence Klotz
Florence Klotz, pseudonimo di Kathrina Klotz (New York, 28 ottobre 1928 – New York, 1º novembre 2006), è stata una costumista statunitense.

## Biografia
Nata a Brooklyn, si laureò alla Parsons School of Design. 
Nel 1951 lavorò come assistente di Irene Sharaff per la produzione originale di The King and I a Broadway. 
L'esperienza con The King and I segnò il suo debutto come costumista e nella sua lunga carriera disegno i costumi per quasi cinquanta produzioni di musical e opere teatrali a Broadway. 
Per i suoi costumi è stata candidata a sei Tony Award ai migliori costumi.
Lavorò sporadicamente anche al cinema e nel 1978 disegnò i costumi per Gigì, adattamento cinematografico di A Little Night Music, per cui aveva precedentemente curato i costumi. 
Sul set del film strinse un'amicizia con Elizabeth Taylor, per cui disegnò l'abito delle sue settime nozze, con il senatore John Warner.
Apertamente lesbica, ebbe una relazione di cinquant'anni con la produttrice Ruth Mitchell, conosciuta durante le prove di The King and I.
La coppia rimase insieme fino alla morte della Mitchell nel 2000.

## Filmografia
- Something for Everyone, regia di Harold Prince (1971)
- Gigi (A Little Night Music), regia di Harold Prince (1978)